# Parapteroceras
Parapteroceras es un género de orquídeas epifitas originarias de Assam hasta Taiwán. Comprende 8 especies descritas y  aceptadas. Se encuentra en  Asia.

## Taxonomía
El género fue descrito por Leonid Averyanov y publicado en Konspekt Sosudistykh Rastenii Flory V'etnama 1: 134. 1990.

## Especies aceptadas
A continuación se brinda un listado de las especies del género Parapteroceras aceptadas hasta marzo de 2013, ordenadas alfabéticamente. Para cada una se indica el nombre binomial seguido del autor, abreviado según las convenciones y usos.
- Parapteroceras carnosum (Seidenf.) Aver.
- Parapteroceras elobe (Seidenf.) Aver.
- Parapteroceras erosulum (J.J.Sm.) J.J.Wood
- Parapteroceras escritorii (Ames) J.J.Wood
- Parapteroceras odoratissimum (J.J.Sm.) J.J.Wood
- Parapteroceras papuanum (Schltr.) Szlach.
- Parapteroceras quisumbingii (L.O.Williams) J.J.Wood
- Parapteroceras speciosum (D.L.Jones & al.) Szlach.